# Alberti (conti di Prato)
I conti Alberti (di Prato) erano una famiglia feudale toscana, di probabile origine longobarda o più probabilmente franca.

## Storia
Le prime tracce risalgono al X secolo, già con il marchese Ugo II di Toscana. Tra le corti possedute dalla famiglia c'era il "Castrum Prati", che presto, insieme alla Val di Bisenzio (dove possedevano la rocca di Cerbaia che controllava la strada "di Lombardia", verso il valico appenninico) divenne il centro principale della famiglia. Nell'XI secolo, la fusione del quartiere dove sorgeva il castello con il vicino Borgo al Cornio portò alla nascita della città di Prato: nello stesso periodo la famiglia ottenne, per investitura imperiale, il titolo nobiliare di conti di Prato.
Nel XII secolo il ramo più importante era quello dei conti di Prato, che si era impadronito dei beni dei Cadolingi tramite il matrimonio di Tancredi, detto il Nontigiova, con la vedova di Ugo dei Cadolingi. Suo fratello Gottifredo fu vescovo di Firenze almeno dal 1114 al 1142. Grazie ad un'accorta azione politica e bellica, oltre a varie concessioni imperiali, in pochi anni la famiglia creò uno stato feudale molto esteso che, seppur in modo parecchio frammentario, si estendeva dall'Appennino bolognese fino alla Maremma, comprendendo le valli del Bisenzio, della Nievole, dell'Elsa. Facevano parte di questi possedimenti località quali Vergato, Castiglione dei Pepoli, Monghidoro, Vernio, Calenzano, Campi Bisenzio, Castelfiorentino, Certaldo, Montelupo Fiorentino, Colle di Val d'Elsa, Gavorrano.
La famiglia si divise allora in più rami con vari nomi a seconda dei vari feudi (Alberti di Vernio, conti di Capraia, conti di Mangona, ...).
Obiettivo della famiglia era quello di creare una città ed uno stato capaci di contrapporsi alle realtà già presenti (in particolare Firenze, contro la cui espansione verso occidente cercarono di opporsi). Tuttavia le loro ambizioni si dovettero arrestare nel 1107, durante la guerra che contrappose la famiglia a Matilde di Canossa: la città di Prato venne infatti assediata e distrutta dalle truppe della marchesa, in alleanza con quelle di Pistoia, Firenze e Lucca.
Alberto, figlio di Nontigiova, dopo aver dovuto accettare la perdita di alcuni castelli tra i più validi a vantaggio di Firenze, iniziò una compartecipazione ai dazi delle terre tra l'Arno e l'Elsa con i fiorentini.
Dopo questo episodio, Prato si costituì come libero Comune, e gli Alberti, pur mantenendo l'originale titolo nobiliare, si ritirarono in val di Bisenzio, nel Bolognese e in Valdelsa, acquisendo in modo non ancora chiaro feudi nella Maremma Grossetana. Nel XII secolo essi si concentrarono soprattutto in Valdelsa: qui, a partire dal 1182, tentarono di ripetere l'esperienza di Prato, stabilendo centro del proprio potere a Semifonte. Anche qui però il loro progetto non arrivò a buon fine: nel 1202 i Fiorentini riuscirono a conquistare la città, la rasero al suolo e proibirono di ricostruire su quei terreni qualsiasi cosa.
Grazie ai possedimenti della Val di Nievole, gli Alberti entrarono in contatto con la repubblica di Pisa: questo permise loro di estendere il loro potere anche in Sardegna, dove nel XIII secolo ottennero, per un breve periodo, il controllo del giudicato di Arborea ed il governo di Cagliari.
I possedimenti a nord di Prato vennero via via venduti: ad esempio, Vernio fu venduta alla famiglia fiorentina dei Bardi, mentre Castiglione alla famiglia bolognese dei Pepoli, ecc.; i restanti feudi, divisi tra i vari rami della famiglia, vennero venduti o inglobati nel territorio fiorentino o bolognese, rendendo gli Alberti sempre più poveri ed impotenti a contrastare i nuovi poteri cittadini emergenti.
La famiglia si estinse nei suoi rami principali nei primi decenni del XIV secolo.

## Lo stemma araldico
Gli Alberti di dotarono di una serie di stemmi che sono riportati nelle seguenti pagine dell'Armoriale delle famiglie italiane (Ala-Alb):

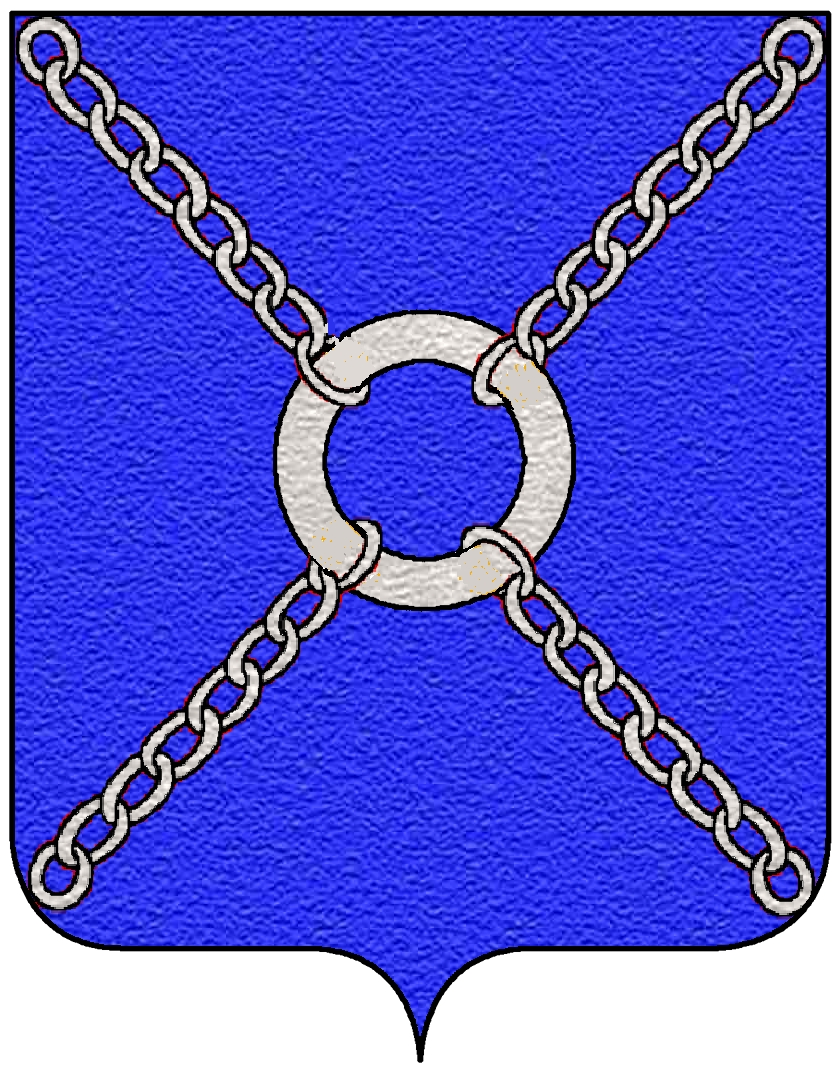
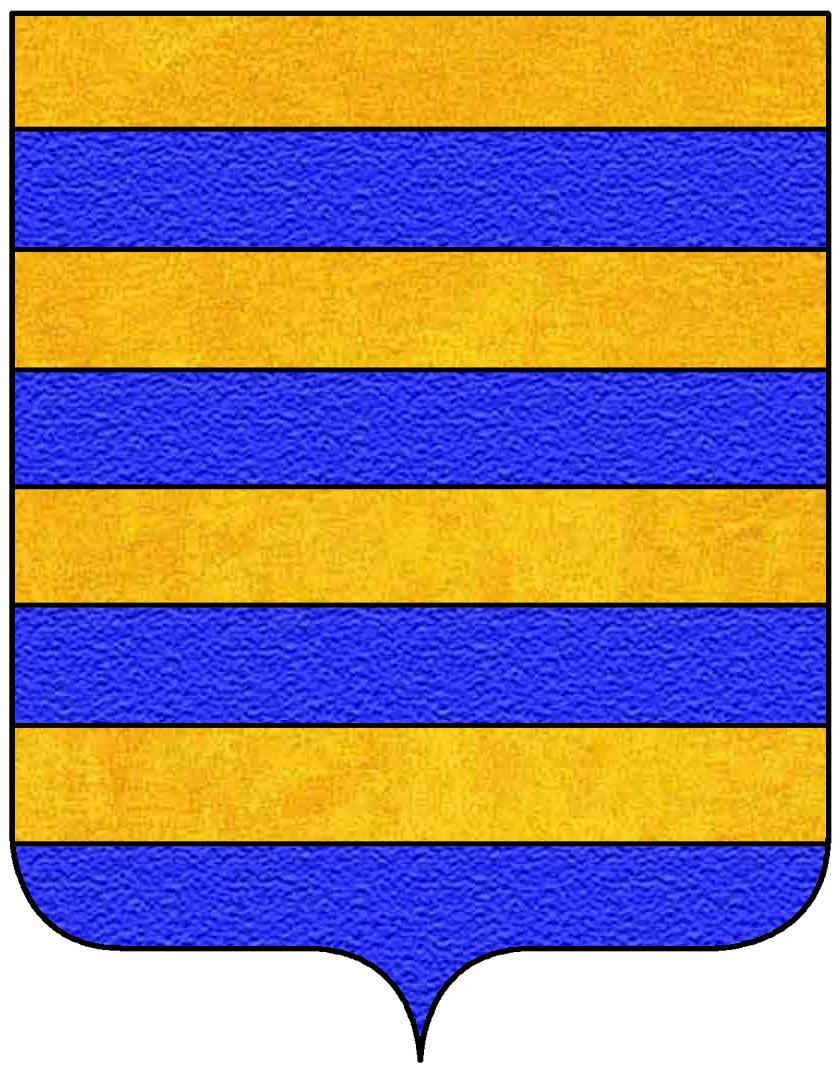
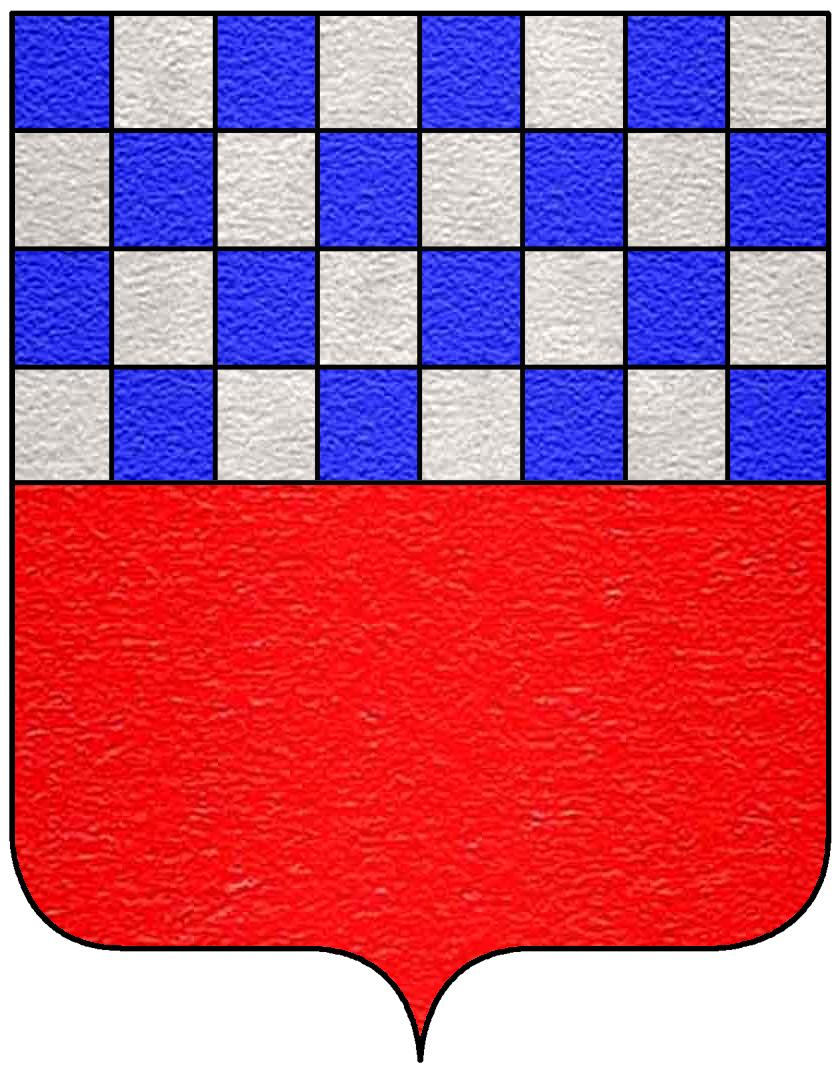
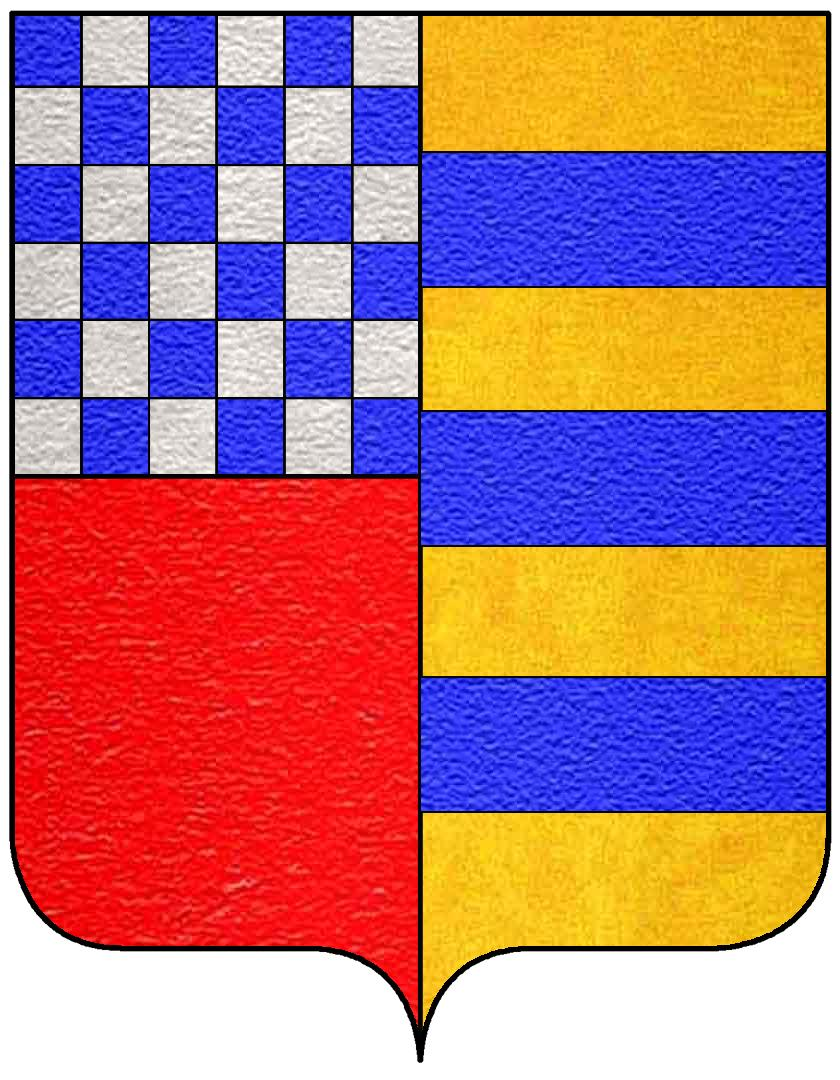
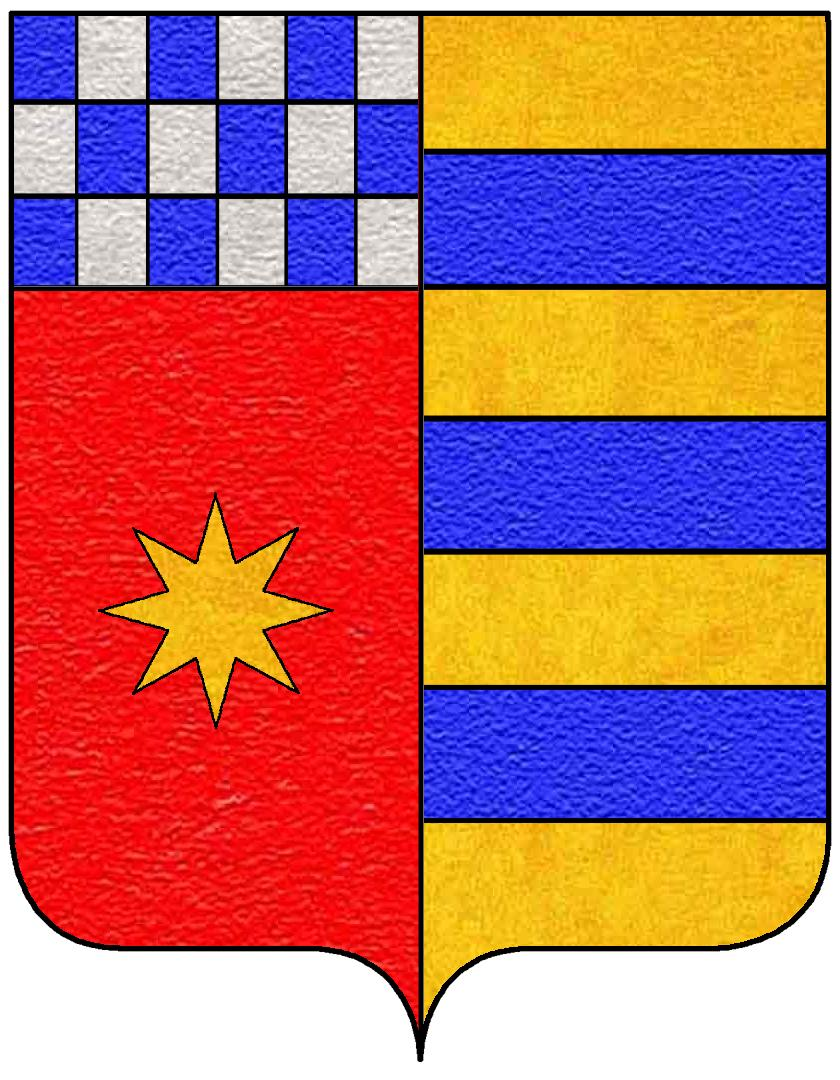

- [1]

Tali stemmi sono legati alla complessità delle vicende famigliari delle varie linee e sono sicuramente più numerosi se si considerano anche le linee collaterali ancora poco studiate.

## Gli Alberti nella "Divina Commedia"
Curiosamente, membri della famiglia Alberti compaiono in tutte e tre le cantiche della Divina Commedia.
Nell'Inferno appaiono le figure più importanti: sono i fratelli Alessandro e Napoleone (canto XXXII), che Dante pone nella Caina, confitti nel ghiaccio.
la valle onde Bisenzo si dichina

del padre loro Alberto e di lor fue.

D'un corpo usciro; e tutta la Caina

potrai cercare, e non troverai ombra

degna più d'esser fitta in gelatina;»
(Inferno, XXXII, 55-60)
Nel Purgatorio appare fuggevolmente la figura del conte Orso:
(Purgatorio, VI, 19)
Nel Paradiso è invece presente Cunizza da Romano, alla quale è dedicato gran parte del IX canto.

## Albero genealogico[2]
1. Ildebrando I, citato nel 987
  1. Ildebrando II, 1002-1045
    1. Ildebrando III, † 1068
    2. Alberto I, † 1077, sposa Lavinia di Gherardo, † 1101
      1. Alberto II, 1077-1128 sposa Sofia di Berado, 1079-1098 (vedova di Enrico di Uguccione)
        1. Alberto III, 1098-1128, sposa Aldigarda 1128-1142, figlia di Arduino da Palù
        2. Tancredi Nontigiova 1098-1141, sposa in prime nozze Cecilia, 1120-1136, figlia di Arduino da Palù e vedova di Ugo dei Cadolingi, † 1113; sposa in seconde nozze Orrabile di Guinildo, † 1154
          1. Alberto IV, 1143-1203, sposa in prime nozze Imilia di Guido, 1168-1184; sposa in seconde nozze Tabernaria figlia di Bernardo da Fornoli, 1184-1213
            1. Guido, 1184-1209 Ramo dei Conti di Prato
            2. Maghinardo, 1184-1227, sposa Bellafante, † 1209
              1. Ramo dei Conti di Certaldo

            3. Rinaldo, 1200-1240
              1. Ramo dei Conti di Monterotondo

            4. Ugolino da Scarlino, 1209-1227, sposa Sobilia vedova del conte Ugolino della Gherardesca
            5. Adaleita, sposa Ezzelino II da Romano
            6. Alberto V, 1203-1250, sposa Gualdrada. È il capostipite del Ramo dei Conti di Mangona
              1. Napoleone, † 1286
                1. Orso, † 1286

              2. Alessandro, † 1286
                1. Alberto,† 1325

            7. Adalasia, † 1240

          2. Maria, 1144-1178 sposata con Ildebrandino VII Aldobrandeschi

        3. Ottaviano (1116-1128)
        4. Malabranca, 1128-1143, sposa Imilia di Monaldo
        5. Goffredo, 1092-1145, vescovo di Firenze
        6. Teodora, † 1130, sposata con Ugo Visconti di Pisa

      2. Ildebrando IV, 1077-1133, sposa Berta di Alberto dei marchesi Rufo Obertenghi, † 1130
        1. Ramo dei conti di Capraia

      3. Adaleita, 1084-1098, sposata con Ugo di Enrico dei conti di Arezzo